# Iglesia de la Virgen del Carmen (El Raval)
La iglesia de la Virgen del Carmen es una iglesia modernista de Barcelona, ubicada en la calle San Antonio Abad, 10-12, de El Raval.

## Historia
Durante la Semana Trágica se produjo la destrucción del monasterio de San Matías de las monjas jerónimas del siglo XV, que era parroquia del Carmen desde 1883, al ser desamortizado en 1874 el antiguo convento del Carmen. Josep Maria Pericas proyectó en 1910 un nuevo templo, que fue construido entre 1911 y 1913, naves, 1923-1924, campanario y 1935, ampliación naves y centro parroquial, que incluía un teatro a la italiana, el actual Teatro del Raval

## Descripción
Se puede inscribir dentro de la corriente modernista inspirada en la Arquitectura gótica centroeuropea, a pesar de que se han mencionado también influencias gaudinianas, secesionistas o expresionistas.